# Волер (Хедмарк)
Волер (норв. Våler) — коммуна в губернии Хедмарк в Норвегии. Административный центр коммуны — город Волер. Официальный язык коммуны — букмол. Население коммуны на 2007 год составляло 3869 чел. Площадь коммуны Волер — 705,25 км², код-идентификатор — 0426.

## История населения коммуны
Население коммуны за последние 60 лет.

Статистика коммуны Волер